# X Games de Invierno Aspen 2023
La XXVII edición de los X Games de Invierno se celebró en Aspen (Estados Unidos) entre el 27 y el 30 de enero de 2023 bajo la organización de la empresa de televisión ESPN.
Se disputaron pruebas de esquí acrobático y snowboard.

## Medallistas de esquí acrobático

### Masculino
| Evento       | Oro                            | Plata                       | Bronce                         |
| ------------ | ------------------------------ | --------------------------- | ------------------------------ |
| Big air      | Mac Forehand Estados Unidos    | Teal Harle · Canadá         | Birk Ruud · Noruega            |
| Slopestyle   | Colby Stevenson Estados Unidos | Mac Forehand Estados Unidos | Ferdinand Dahl · Noruega       |
| Superpipe    | David Wise Estados Unidos      | Birk Irving Estados Unidos  | Jon Sallinen · Finlandia       |
| Knuckle huck | Jesper Tjäder · Suecia         | Matěj Švancer · Austria     | Colby Stevenson Estados Unidos |

### Femenino
| Evento     | Oro                   | Plata                    | Bronce                     |
| ---------- | --------------------- | ------------------------ | -------------------------- |
| Big air    | Megan Oldham · Canadá | Tess Ledeux Francia      | Kirsty Muir Reino Unido    |
| Slopestyle | Megan Oldham · Canadá | Mathilde Gremaud · Suiza | Kirsty Muir Reino Unido    |
| Superpipe  | Zoe Atkin Reino Unido | Rachael Karker · Canadá  | Svea Irving Estados Unidos |

## Medallistas de snowboard

### Masculino
| Evento       | Oro                        | Plata                      | Bronce                          |
| ------------ | -------------------------- | -------------------------- | ------------------------------- |
| Big air      | Marcus Kleveland · Noruega | Takeru Otsuka Japón        | Su Yiming China                 |
| Slopestyle   | Mark McMorris · Canadá     | Marcus Kleveland · Noruega | Mons Røisland · Noruega         |
| Superpipe    | Scott James Australia      | Jan Scherrer · Suiza       | Valentino Guseli Australia      |
| Knuckle huck | Marcus Kleveland · Noruega | Halldór Helgason Islandia  | Dusty Henricksen Estados Unidos |

### Femenino
| Evento     | Oro                                | Plata                              | Bronce                 |
| ---------- | ---------------------------------- | ---------------------------------- | ---------------------- |
| Big air    | Reira Iwabuchi Japón               | Zoi Sadowski-Synnott Nueva Zelanda | Laurie Blouin · Canadá |
| Slopestyle | Zoi Sadowski-Synnott Nueva Zelanda | Tess Coady Australia               | Kokomo Murase Japón    |
| Superpipe  | Choi Ga-On Corea del Sur           | Maddie Mastro Estados Unidos       | Cai Xuetong China      |

## Medallero
| Núm. | País           | Oro | Plata | Bronce | Total |
| ---- | -------------- | --- | ----- | ------ | ----- |
| 1    | Estados Unidos | 3   | 3     | 3      | 9     |
| 2    | Canadá         | 3   | 2     | 1      | 6     |
| 3    | Noruega        | 2   | 1     | 3      | 6     |
| 4    | Australia      | 1   | 1     | 1      | 3     |
| 4    | Japón          | 1   | 1     | 1      | 3     |
| 6    | Nueva Zelanda  | 1   | 1     | 0      | 2     |
| 7    | Reino Unido    | 1   | 0     | 2      | 3     |
| 8    | Corea del Sur  | 1   | 0     | 0      | 1     |
| 8    | Suecia         | 1   | 0     | 0      | 1     |
| 10   | Suiza          | 0   | 2     | 0      | 2     |
| 11   | Austria        | 0   | 1     | 0      | 1     |
| 11   | Francia        | 0   | 1     | 0      | 1     |
| 11   | Islandia       | 0   | 1     | 0      | 1     |
| 14   | China          | 0   | 0     | 2      | 2     |
| 15   | Finlandia      | 0   | 0     | 1      | 1     |
|      | TOTAL          | 14  | 14    | 14     | 42    |